# Jhalawar (ciutat)
Jhalawar (hindi: झालावाड़) és una ciutat i municipalitat del Rajasthan antiga capital del principat de Jhalawar i moderna capital del districte de Jhalawar. El seu nom antic fou Brijnagar. Està situada a 24° 36′ N, 76° 09′ E / 24.6°N,76.15°E. Consta al cens del 2001 amb una població de 48.049 habitants.
En temps del principat eren coneguda com a Patan o Jhalrapatan (població 7.955 el 1901) i fou fundada per Zalim Singh el 1796, al costat d'un llac artificial. El palau està a uns 5 km de la ciutat, Prop de la ciutat hi ha les ruïnes de l'antiga Chandrawati, destruïda en temps d'Aurangzeb.